# Marsdenia warburgii
Marsdenia warburgii är en oleanderväxtart som beskrevs av Rudolf Schlechter. Marsdenia warburgii ingår i släktet Marsdenia och familjen oleanderväxter. Inga underarter finns listade i Catalogue of Life.